# Bruno Weil
Bruno Weil   (Hahnstätten, 24 de novembre de 1949) és un director d'orquestra alemany.
És director convidat principal de Tafelmusik, el grup de període-instrument amb seu a Toronto, director musical del "Carmel Bach Festival" a Califòrnia, i director artístic de l'"Instrument-época Festival, Klang und Raum" (so i espai) a Irsee, Baviera. Ha exercit com a director de música general d'Augsburg (1981/1989), i de Duisburg (1989/2002). Actualment exerceix com a professor de direcció a l'Acadèmia Estatal de música i teatre de Múnic.
Va ser alumne de Hans Swarowsky i de Franco Ferrara. Després dels seus estudis, va guanyar diversos concursos internacionals importants.
El 1988, va reemplaçar a Herbert von Karajan per un breu avís al Festival de Salzburg, dirigint el Don Giovanni de Mozart amb l' Orquestra Filharmònica de Viena. Ha aparegut com a director convidat amb les principals orquestres dels Estats Units, el Regne Unit, Alemanya, França, Japó, Canadà, Itàlia, Brasil, Holanda, Noruega, Àustria i Austràlia. Orquestres que ha dut a terme inclouen la Filharmònica de Berlín, l'Orquestra Estatal bavaresa, la "Staatskapelle" de Dresden, la Filharmònica de Viena, l'Orquestra Simfònica de Viena, la Filharmònica de Los Angeles, l'Orchestre Simfònica de Montréal, l'orquestra de l'Era de la Il·lustració, l'"Orchestre National de France", l'orquestra de Simfonia de Sydney, Orquestra de Tòquio, Orquestra Simfònica de Boston, Simfònica de San Francisco, i l'orquestra de cambra de Sant Pau.
Ha fet molts enregistraments amb "Tafelmusik", l'orquestra de l'Era de la Il·lustració i l'Orquestra Simfònica de Viena per al segell clàssic de Sony. El seu enregistrament de les simfonies "París" de Joseph Haydn va guanyar el Premi MIDEM Cannes Classical el 1996 (en la categoria de Música orquestral del segle xvii i XVIII). Bruno Weil i Tafelmusik també han estat guardonats amb el Deutscher Schallplattenpreis (Premi Echo Klassik) com a orquestra de l'any en 1996 per la seva gravació de la Missa Sancti Bernardi de Haydn (Heiligmesse), i en el 1997 va guanyar el Premi "Echo Klassik" com a director de l'any. El seu enregistrament de l'òpera Endimione de Johann Christian Bach, va guanyar el Premi Echo Klassik 2000 – millor gravació d'òpera del segle XVII/XVIII.